# Valljet
Valljet ist eine französische Businesschartergesellschaft mit Sitz am Flughafen Le Bourget, Frankreich, welche von Jean Valli und Waldemar Kita im Jahre 2007 gegründet wurde. Sie nahm ihren Betrieb im Jahre 2008 auf. Die Gesellschaft führt Charterflüge durch, betreibt eine Flugschule und bietet auch Wartungsservices an.

## Flugziele
Valljet fliegt unter anderen Leeds, Malindi, Kenia, Kairo, Ancona, Ajaccio, Marseille, Biarritz, Ibiza, Bozen und Palma an.

## Flotte
Die Flotte besteht mit Stand vom März 2022 aus 18 Flugzeugen:
| Flugzeugtyp              | aktiv | bestellt | Anmerkungen | Sitzplätze |
| ------------------------ | ----- | -------- | ----------- | ---------- |
| Embraer 145              | 03    |          |             | 49         |
| Embraer Legacy 600       | 02    |          |             | 13         |
| Embraer Legacy 650       | 01    |          |             | 13         |
| Hawker 900 XP            | 06    |          |             | 8          |
| Beechcraft King Air C-90 | 01    |          |             | 7–8        |
| Citation CJ/CJ 1         | 01    |          |             | 5          |
| Citation CJ2             | 02    |          |             | 6          |
| Citation CJ3             | 01    |          |             | 6          |
| Cessna Citation II       | 01    |          |             | 7          |
| Gesamt                   | 18    | –        |             |            |

## Ehemalige Flugzeugtypen
- Citation M2[5]
- Citation CJ2+[5]